# Museo Can Framis
El Museo Can Framis, último proyecto de la Fundación Vila Casas, es un centro dedicado a la difusión de la pintura contemporánea catalana. Situado en una antigua fábrica reformada en el barrio de Poblenou de Barcelona, el museo exhibe a lo largo de sus tres pisos una colección permanente de más de doscientas cincuenta obras realizadas por artistas catalanes o residentes en Cataluña y datadas a partir de los años sesenta hasta la actualidad. También cuenta con una zona dedicada a las exposiciones temporales, el Espai Aø. Una vez al año renuevan la colección permanente y cada trimestre inauguran una nueva exposición temporal. 
El museo dispone de un servicio educativo que ofrece a los alumnos de colegios e institutos actividades y talleres adaptados a las necesidades de cada curso. También realizan visitas guiadas comentadas para adultos y familias, y visitas dinamizadas dirigidas a niños, adolescentes y adultos de educación especial. 

## El edificio

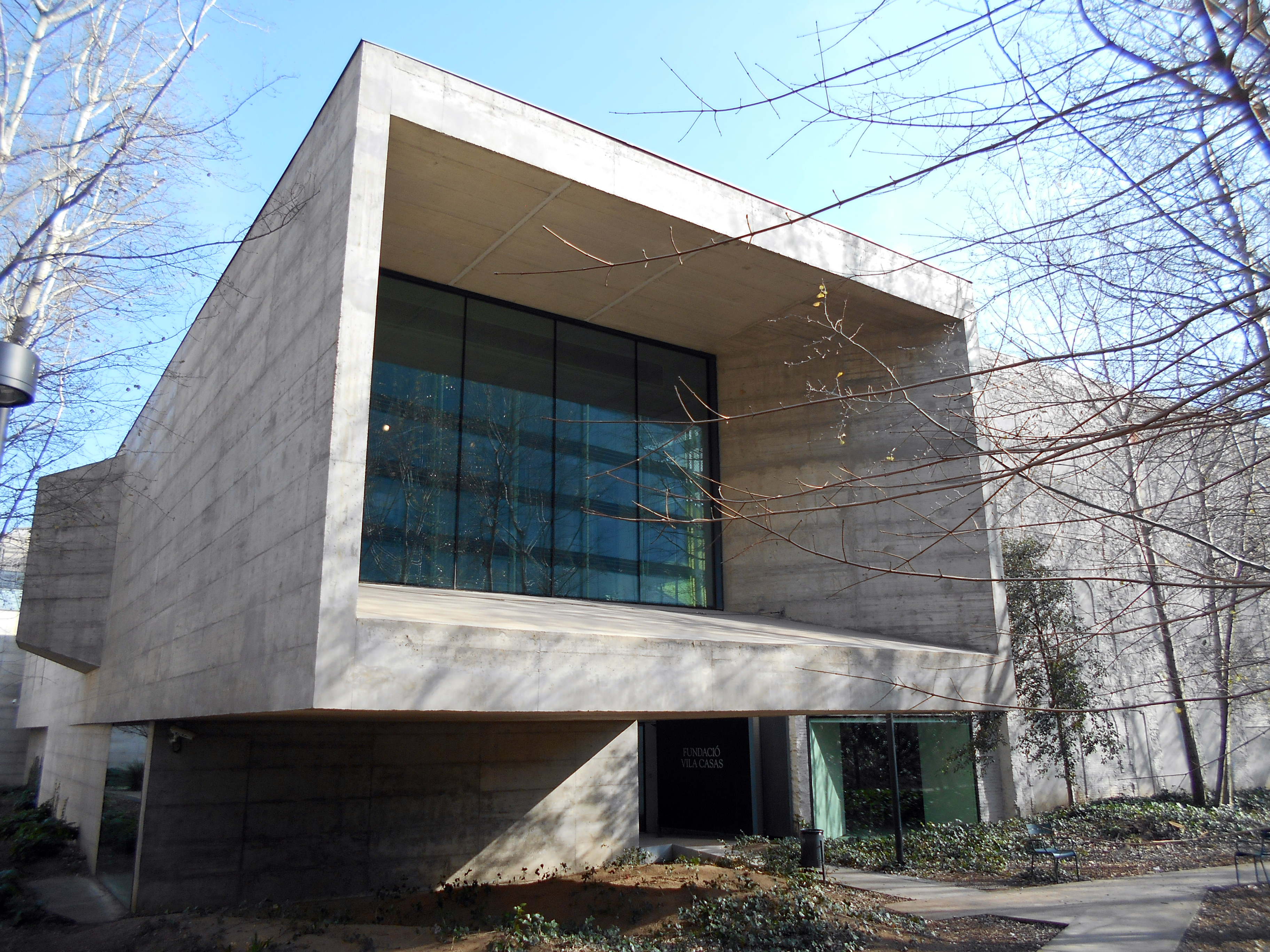
Vista lateral desde la calle Roc Boronat del Museo Can Framis.

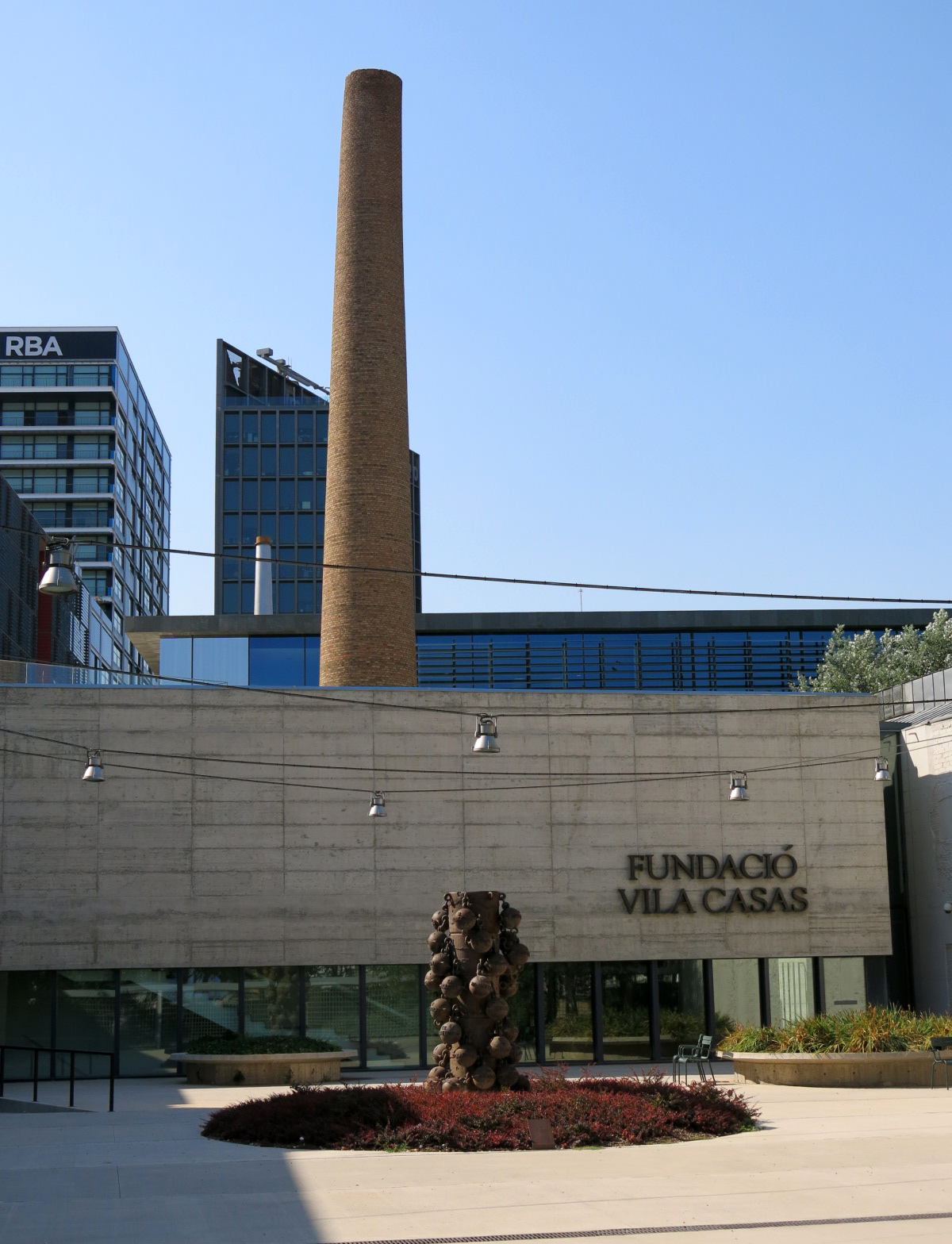
Edificio del Museo Can Framis de la Fundación Vila Casas con la escultura Dell'Arte de Jaume Plensa. Detrás, la chimenea de la antigua fábrica textil de Can Framis, de la cual recibe el nombre el museo

El Museo Can Framis se encuentra en la pedazo de golfa, dentro del distrito tecnológico 22@ y fue inaugurado el 27 de abril de 2009. El centro se ubica en una antigua fábrica de lana de finales del siglo XVIII propiedad de la familia Framis que con el tiempo fue perdiendo su actividad hasta convertirse en un mero recuerdo de la industria típica de Poblenou. El proyecto de renovación, dirigido por el arquitecto Jordi Badia del estudio BAAS Arquitectura Archivado el 3 de julio de 2015 en Wayback Machine., consistió en la rehabilitación de dos de las tres naves originales y en la substitución de la tercera, muy dañada, por una de nueva construcción que unifica el conjunto. Estos tres edificios configuran una plaza que alberga una de las cuatro esculturas que Barcelona tiene de Jaume Plensa, Dell'Arte (1990), donada por la Fundación Vila Casas a la ciudad en el año 2012.
Todas las intervenciones exteriores del edificio se materializan con hormigón basto, en consonancia con el pavimento. Una capa de pintura gris protege los muros de la vieja fábrica, dejando ver su antigua estructura (ladrillo, pierda, cicatrices de ventanas, arcos) y formando un collage contemporáneo de texturas, agujeros y tapiados que son el reflejo de las diferentes intervenciones que ha experimentado el edificio a lo largo del tiempo. El jardín remarca la cota insólita de ubicación del Museo Can Framis, un metro y medio por debajo del Plan Cerdà, producto de su construcción previa al desarrollo del plan de reforma. La hiedra y otras plantas tapizan el pavimento, mientras que los chopos blancos y los robles rodean el museo. Por último, el interior consta de treinta y seis salas y los cambios de piso pueden hacerse tanto por las escaleras como por el ascensor que hay en cada una de las tres plantas del edificio. 
En total son más de 5800 m² los que ocupa la manzana formada por las calles Llacuna, Tànger, Roc Boronat y Sancho de Ávila. De estos casi 6000 m², 3400 m² son de espacio expositivo y más de 400 m² de almacén, sin contar el área destinada a los talleres pedagógicos.
El edificio ha sido homenajeado con los siguientes premios:
- 2011 Nominado al Premio de Arquitectura Contemporánea de la Unión Europea Mies van der Rohe. Otorgado por la Comisión Europea y la Fundación Mies van der Rohe.[3]
- 2011 Finalista y reconocimiento especial del jurado de la XI BEAU. Otorgado por la Bienal Española de Arquitectura y Urbanismo (BEAU).[4]
- 2010 Primer Premio Ciudad de Barcelona de Arquitectura y Urbanismo. Otorgado por el Ayuntamiento de Barcelona.[5]
- 2010 Primer Premio FAD de la Opinión en Arquitectura (52.ª edición). Otorgado por el Fomento de las Artes y el Diseño (FAD).[6]
- 2010 Finalista del VI Premio Europeo de Paisaje Rosa Barba. Otorgado por el Colegio de Arquitectos de Cataluña (COAC), la Universidad Politécnica de Cataluña (UPC) y el Departamento de Política Territorial y Obras Públicas de la Generalidad de Cataluña.[7]
- 2010 Finalista de los Premios LAMP en Iluminación Exterior Arquitectónica. Otorgado por LAMP Lighting.[8]
- 2009 Accésit Premio Bonaplata de Rehabilitación. Otorgado por la Associació del Museu de la Ciència i de la Tècnica i d’Arqueologia Industrial de Catalunya (AMCTAIC).
- 2009 Seleccionado para el Premio de Arquitectura Española. Escogido por el Consejo Superior de los Colegios de Arquitectos de España (CSCAE).[9]
- 2009 Finalista Premis Catalunya Construcció. Otorgado por el Col•legi d’Aparelladors Arquitectes Tècnics i Enginyers d’Edificació de Barcelona (CAATEEB).[10]

## La colección y las exposiciones

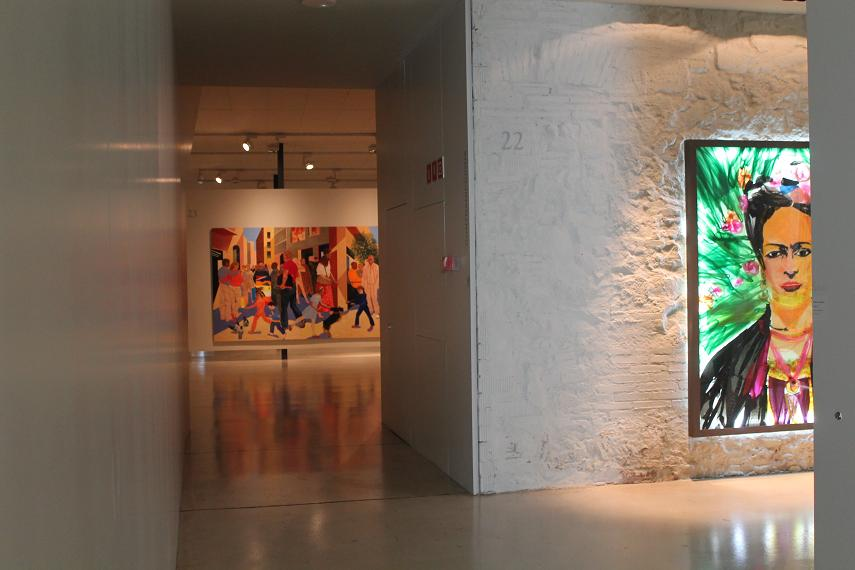
Vista interior de la planta baja del Museo Can Framis durante la exposición permanente ¿Dónde estás Kafka? ¿Dónde estás Malévich? (2013-2014)

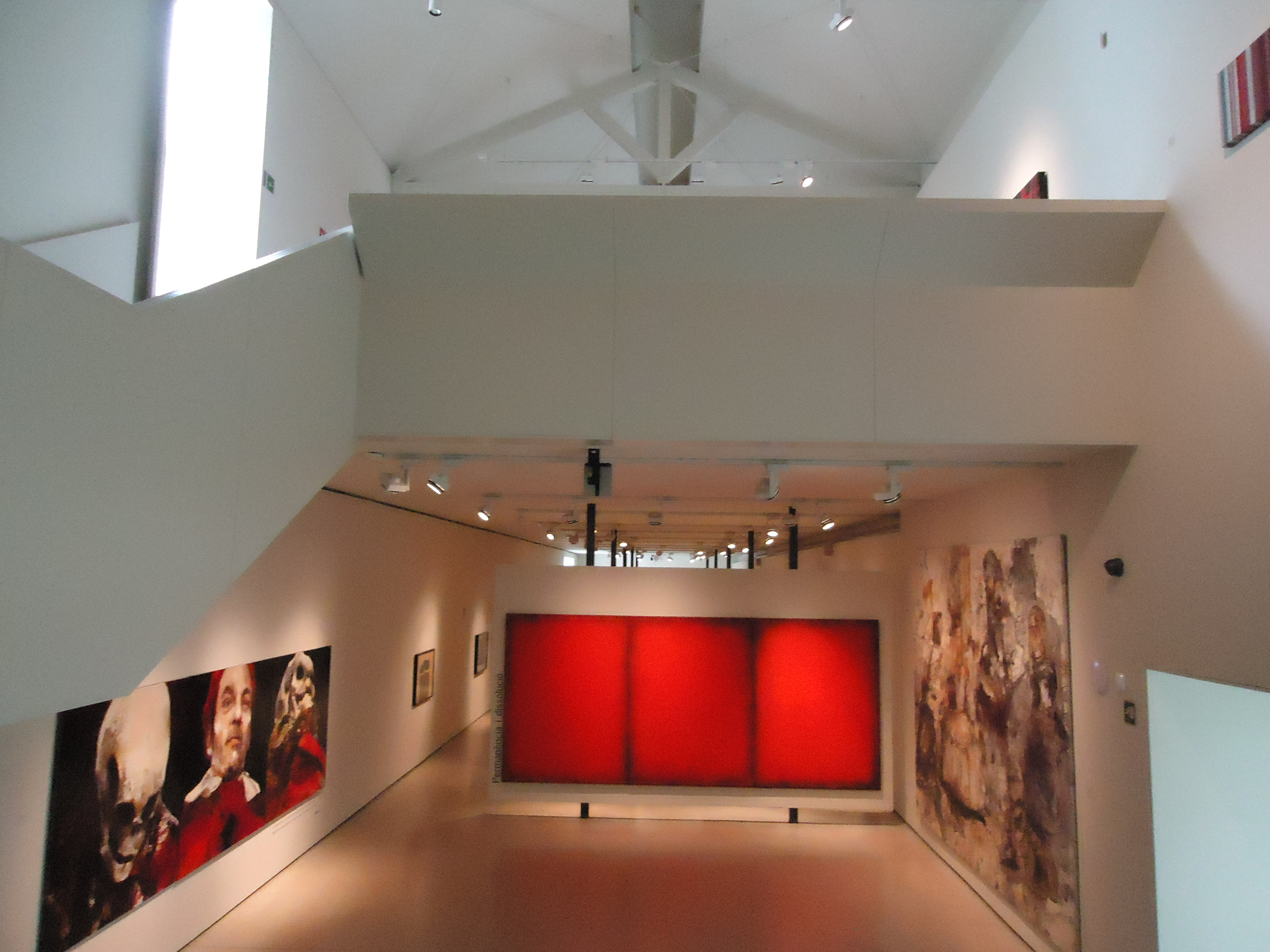
Vista interior del primer piso del Museo Can Framis durante la exposición permanente Monólogo, diálogo y concepto (2014-2016)

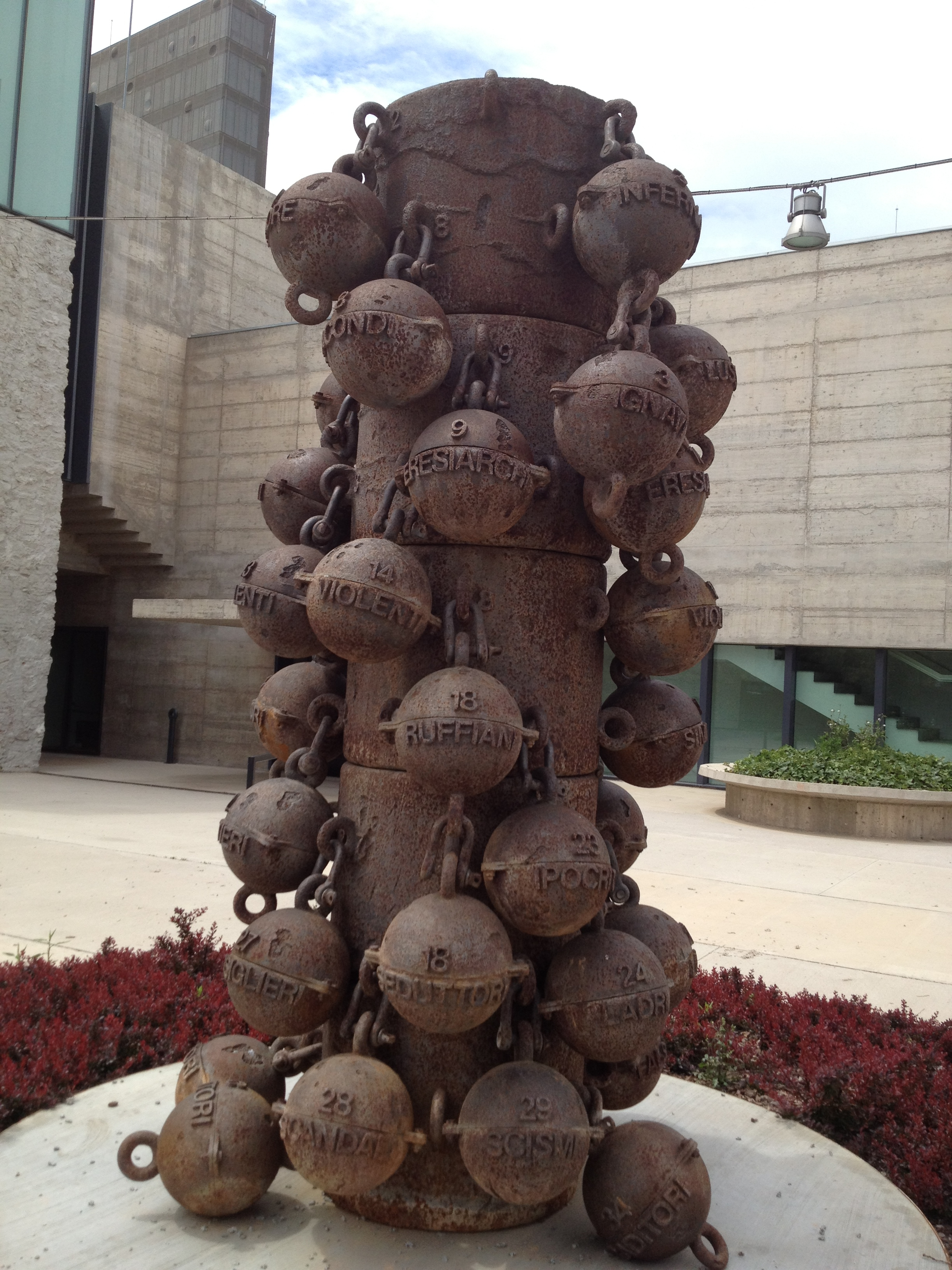
Detalle de la escultura Dell'Arte de Plensa, situada delante de la entrada del museo. La obra representa los pecados del Infierno en la Divina Comedia de Dante Alighieri

El Museo Can Framis acoge el fondo pictórico de la Fundación Vila Casas, que consta de unas setecientas obras —entre las expuestas y las que se encuentran en el almacén— de artistas catalanes o residentes en Cataluña. La colección es una visión amplia de la pintura hecha en Cataluña desde los años sesenta hasta la actualidad, bajo la mirada personal de su coleccionista Antoni Vila Casas y con la voluntad de ser mostrada en la ciudad.

### Exposición permanente
La exposición permanente cambia periódicamente a partir de un nuevo recorrido conceptual, ofreciendo de este modo una mayor oferta expositiva al visitante e incorporando las nuevas adquisiciones que la Fundación hace cada año. A partir de la selección de unas doscientas cincuenta obras, la exposición se convierte en un diálogo en el cual convergen distintos lenguajes —desde el informalismo hasta el hiperrealismo— representados por más de un centenar de artistas de distintas trayectorias.
Listado de exposiciones permanentes en Can Framis: 
- 2014-actualidad Monólogo, diálogo y concepto[11]
- 2013-2014 ¿Dónde estás Kafka? ¿Dónde estás Malévich?
- 2011-2013 Travesía de instantes
- 2009-2011 El laberinto existencial

### Exposiciones temporales
El Espai Aø, de unos 1500 m², es el destinado a las exposiciones temporales a través de tres ciclos expositivos diferentes. 
- El arte de coleccionar. Colecciones privadas:[14] ciclo orientado a mostrar temporalmente obras de otros coleccionistas privados.

2010 El arte de coleccionar 01 - Rafael Tous

2010 El arte de coleccionar 02 - Felip Massot

2010 El arte de coleccionar 03 - Sisita Soldevila

2011 El arte de coleccionar 04 - Josep Ma. Civit

2011 El arte de coleccionar 05 - Juan Ybarra

2012 El arte de coleccionar 06 - Antoni Puig

2014 El arte de coleccionar 07 - Joan Uriach. Fundació Uriach 1838

2015 El arte de coleccionar 08 - Ventura Garcés

2016 El arte de coleccionar 09 - Ernesto Ventós (Colección olorVISUAL)
- Premios:[23] la Fundación Vila Casas convoca anualmente premios de pintura, fotografía y pintura para artistas. La convocatoria es rotativa, cada año se dedica a una de las tres disciplinas mencionadas. La decisión del jurado se hace pública el mismo día de la inauguración de la exposición colectiva del premio que consta de dieciséis piezas seleccionadas entre todas las presentadas. El ganador recibe una aportación económica y la oportunidad de realizar una exposición individual al año siguiente. 
Los premios de pintura en la historia de la Fundación han sido:

2013 VI Premi de Pintura: Jordi Lafon, Lídia Masllorens, Sílvia Martínez-Palou - Exposición: 2014 Jordi Lafon Lídia Masllorens Palou (Can Framis)
2010 V Premi de Pintura Fundació Vila Casas: Jordi Isern - Exposición: 2011 d s p r c ó (Can Framis)
2007 IV Premi de Pintura Torroella de Montgrí: Joaquim Chancho i Rómulo Royo - Exposiciones: 2008 Rómulo Royo Siameses (Can Mario) / 2010 Joaquim Chancho Seqüències 2006-2009 (Espai Volart 2) 
2005 III Premi de Pintura Torroella de Montgrí: Gregori Iglesias - Exposición: 2006 Como de costumbre, me equivocaba (Palau Solterra)
2003 II Premi de Pintura Torroella de Montgrí: Víctor Pérez-Porro - Exposición: 2004 Traslaciones (Palau Solterra)
2001 I Premi de Pintura Torroella de Montgrí: Francesc Ruestes - Exposición: 2002 El secret dels sentits (Espai Volart)
- Artista del fondo: exposiciones individuales de un artista con obra que forme parte del fondo de colección de la Fundación.

2015 Bigas Luna, Més de Bigas i més de Luna

2015 Manolo Ballesteros, Pintat el 2014
2014 Agustí Puig, Va voler ser boira i va voler ser vent
2014 Xavier Grau, La morfosis sin fin
2014 Antoni Pitxot, La memòria i el temps
2013 Antoni Clavé, 100 anys
2012 Laurent Jiménez-Balaguer, L'emergència del signe
2012 Agustí Centelles, Una crònica fotogràfica. Anys 30
2011 Josep Niebla, Dilatar els límits de la percepció
2011 Joan-Pere Viladecans, Obra recent 2008-2010
2010 Guerrero Medina, La retirada / Exilis
2010 Antoni Taulé, La magie du silence

## Servicios

### Servicio educativo

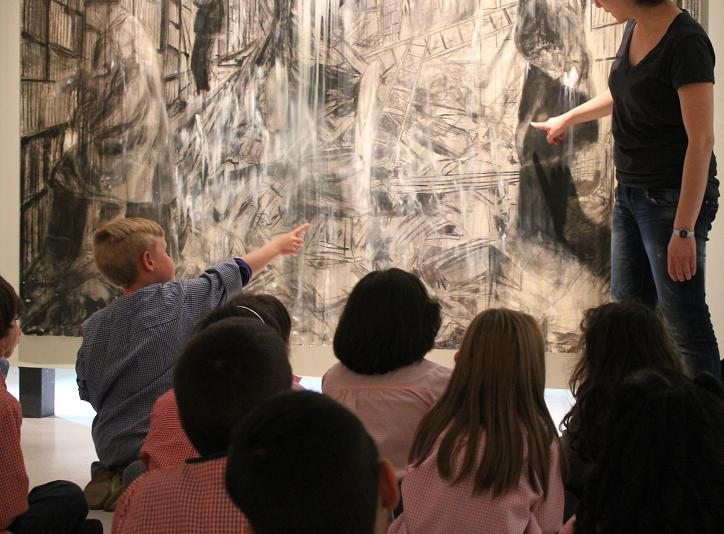
Visita taller (visita escolar)

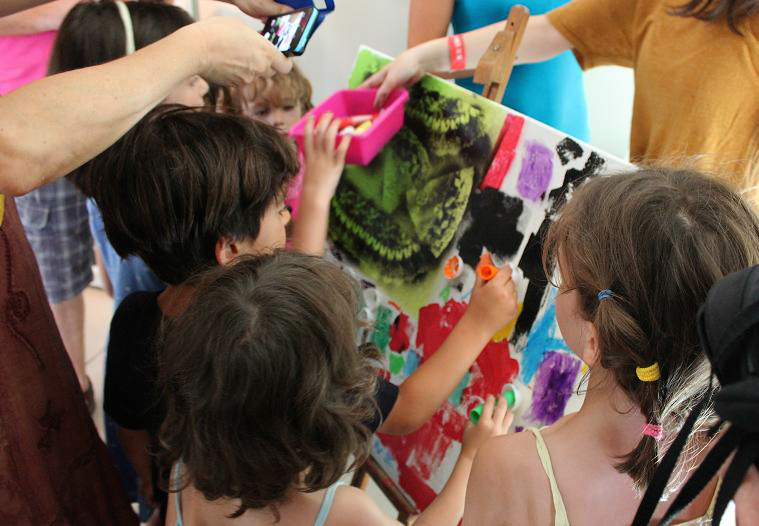
Visita familiar

E servicio educativo de la Fundación Vila Casas ofrece a alumnos de escuelas e institutos, así como a colectivos con necesidades educativas especiales, un abanico de actividades que tienen lugar en las salas y talleres del Museo Can Framis. La programación está orientada a despertar la curiosidad por el arte y su objetivo es complementar la formación en arte contemporáneo que imparten las escuelas e institutos. 
1. Visitas taller: incluye una visita a salas y una actividad práctica en el taller del museo que varía según el curso. Dirigidas a niños y niñas desde P3 a 6.º de primaria.
2. Visitas dinamizadas: recorrido por salas complementadas con material de apoyo didáctico. Dirigidas a estudiantes de ESO y bachillerato.
3. Visitas dinamizadas especiales: recorrido por salas con una metodología que conecta la expresión artística con las emociones. Dirigidas a niños, jóvenes y adultos con necesidades educativas especiales.

### Visitas guiadas
El museo también dispone de un servicio de visitas guiadas las cuales se actualizan en función de los cambios anuales que se suceden en la exposición permanente. 
1. Visitas familiares, dos sábados al mes a las 11h30 (Actividades en familia):[51] El segundo y tercer sábado de cada mes (excepto si es festivo o el Museo está cerrado al público), a las 11h30, el Museo Can Framis ofrece a las familias un recorrido guiado por la colección permanente donde los niños crean una obra de arte colectiva inspirándose en los artistas de la colección y posteriormente realizan una actividad en el taller. La duración aproximada es de dos horas y el precio de la entrada es de 5 € por persona (se requiere reserva previa).
2. Visitas guiadas para adultos con reserva: visita comentada a la exposición permanente o visita con especialistas sobre el espacio arquitectónico.
3. Visitas Meet art el primer y último sábado de mes a las 12h30: el primer sábado de cada mes (excepto si cae en festivo o el Museo está cerrado al público) se organiza el encuentro "Meet Art", una visita guiada de la mano de una especialista en la colección a través de la que se puede conocer la colección permanente, sin tener que hacer una reserva previa ni pagar adicionalmente al ticket de entrada. El último sábado de mes se celebra la misma actividad pero solo para la exposición temporal en curso. Para ambas convocatorias, se requiere la presencia de un mínimo de 5 personas.

## Espacios relacionados
Además del Museo Can Framis, la Fundación Vila Casas dispone de su sede en un edificio modernista y de dos espacios para exposiciones temporales en la calle Ausiàs Marc de Barcelona, así como de dos museos en Gerona. 

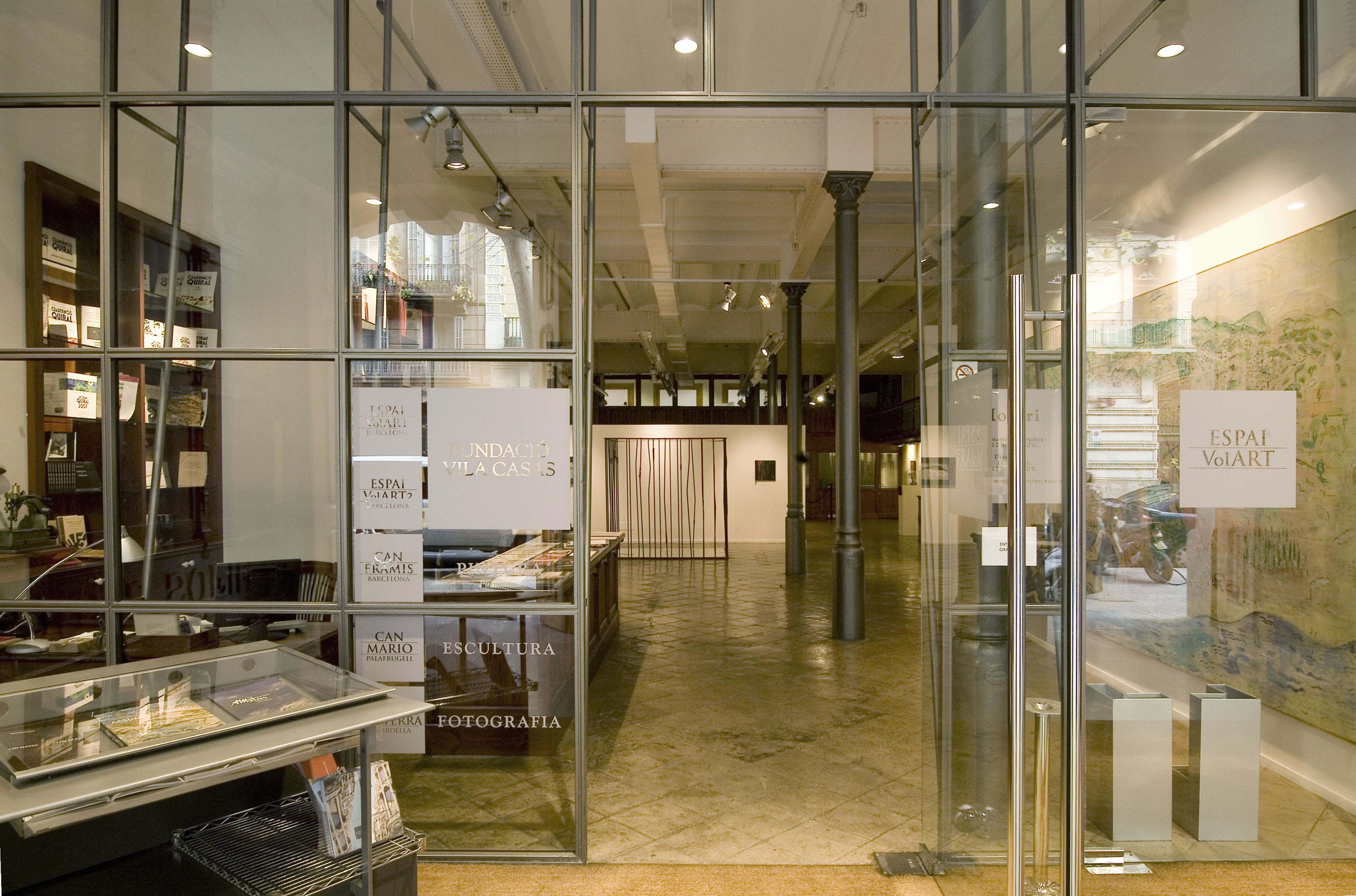
Espai Volart 2, uno de los dos espacios de exposiciones temporales que la Fundación Vila Casas tiene en la ciudad de Barcelona

- Casa Manel Felip, sede la Fundación Vila Casas: la sede la Fundación se encuentra desde 1998 en el principal del edificio modernista Casa Manel Felip, en la calle Ausiàs Marc número 20 de Barcelona. Originalmente era la residencia de la familia Felip, quien encargó su construcción al arquitecto Telm Fernández en el año 1901. En los ochenta, el edificio fue nombrado bien cultural de interés local por el Ayuntamiento de Barcelona.[52] Actualmente, el principal de la Fundación Vila Casas, donde se encuentra la sede, no está abierto al público, pero se puede visitar con la compra de un catálogo sobre los espacios de la Fundación o bien contactando con la empresa Casas Singulares.

- Espai Volart: exposiciones temporales para la promoción de artistas del fondo de la colección de la Fundación Vila Casas. Fue el primer espacio de la Fundación abierto al público en Barcelona, inaugurado en el año 2002 y situado en el almacén de la finca modernista Casa Antònia Puget,[53] en la calle Ausiàs Marc número 22. Como la Casa Felip, este edificio también fue distinguido por el Ayuntamiento de Barcelona como bien cultural de interés local. Fue construido en el año 1904 por los arquitectos Roc Cot i Cot y Ramón Viñolas y, a finales del siglo XX, la superficie del actual Espai Volart pertenecía a la empresa Volart de Puntes i Teixits quien empleaba el espacio como almacén de telas y puntas. Todos los meses de julio tiene lugar la exposición Patrim —consistente en una selección de los trabajos de los estudiantes de último curso de la facultad de Bellas Artes de la Universidad de Barcelona— y la muestra de las obras seleccionadas por el concurso de dibujo Ynglada-Guillot, así como la ceremonia de entrega de su premio.

- Espai Volart 2: exposiciones temporales de artistas con una trayectoria destacable cuya obra pertenezca a alguna de las disciplinas de la colección: pintura, fotografía o escultura contemporáneas. A diferencia del Espai Volart, no es necesario que el artista en cuestión forme parte del fondo de la colección, sino tan sólo que tenga una destacada trayectoria en el entorno catalán. El Espai Volart 2 se abrió el año 2008 y se encuentra en los antiguos almacenes de la finca modernista Casa Manuel Felip de la calle Ausiàs Marc.

- Museo Can Mario: colección permanente y exposiciones temporales de escultura contemporánea. Inaugurado el 2004 en Palafrugell, acoge alrededor de doscientas veinte esculturas del fondo de la colección de la Fundación creadas a partir de los años sesenta por artistas nacidos o residentes en Cataluña. Can Mario era una antigua fábrica de corcho de principios del siglo XX que formaba parte del conjunto arquitectónico fabril de la empresa Miquel, Vincke i Meyer. Hoy es un espacio de contemplación artística situado en una plaza donde también se encuentran la torre de agua modernista y el Museo del Corcho. Desde abril de 2011 cuenta con la Sala del Empordà dentro del museo, dedicada a la celebración de exposiciones de artistas vinculados a dicha comarca.[54] En el exterior, un jardín de esculturas inaugurado en 2011[55] alberga desde 2012 treinta y tres piezas de artistas catalanes.[56]

- Museo Palau Solterra: colección permanente y exposiciones temporales de fotografía contemporánea de artistas nacionales y también internacionales, a diferencia de la resta de espacios de la Fundación. Situado en la localidad de Torroella de Montgrí (Gerona) e inaugurado en el año 2000, acoge alrededor de doscientas instantáneas de artistas de distintas partes del mundo. El museo se ubica en un palacio del siglo XV de arquitectura civil que fue la residencia histórica de los condes de Torroella de Montgrí. Anualmente se organizan exposiciones temporales y un ciclo de conferencias sobre historia y humanidades.